# Вратно Оток
Вратно Оток (хрв. Vratno Otok) је насељено место у саставу општине Цестица, Вараждинска жупанија, Република Хрватска.

## Историја
До територијалне реорганизације у Хрватској био је у саставу старе општине Вараждин.

## Становништво
У попису становништва из 2011. године, Брезје Дравско је имало 65 становника.
| Број становника према пописима | Број становника према пописима | Број становника према пописима | Број становника према пописима | Број становника према пописима | Број становника према пописима | Број становника према пописима | Број становника према пописима | Број становника према пописима | Број становника према пописима | Број становника према пописима | Број становника према пописима | Број становника према пописима | Број становника према пописима | Број становника према пописима | Број становника према пописима |
| ------------------------------ | ------------------------------ | ------------------------------ | ------------------------------ | ------------------------------ | ------------------------------ | ------------------------------ | ------------------------------ | ------------------------------ | ------------------------------ | ------------------------------ | ------------------------------ | ------------------------------ | ------------------------------ | ------------------------------ | ------------------------------ |
| 1857                           | 1869                           | 1880                           | 1890                           | 1900                           | 1910                           | 1921                           | 1931                           | 1948                           | 1953                           | 1961                           | 1971                           | 1981                           | 1991                           | 2001                           | 2011                           |
| 0                              | 0                              | 0                              | 0                              | 0                              | 0                              | 0                              | 0                              | 0                              | 0                              | 0                              | 58                             | 57                             | 76                             | 72                             | 65                             |

Напомена: До 1900. Исказује се као насеље од 1981. Настало издвајањем из насеља Горње Вратно, у којему су садржани подаци од 1910. до 1961. Од 1857. до 1900. подаци су садржани у насељу Доње Вратно (Виница).

### Попис1991.
У попису из 1991. године, Вратно Оток је имало 236 становника.